# Вільям Рокебі

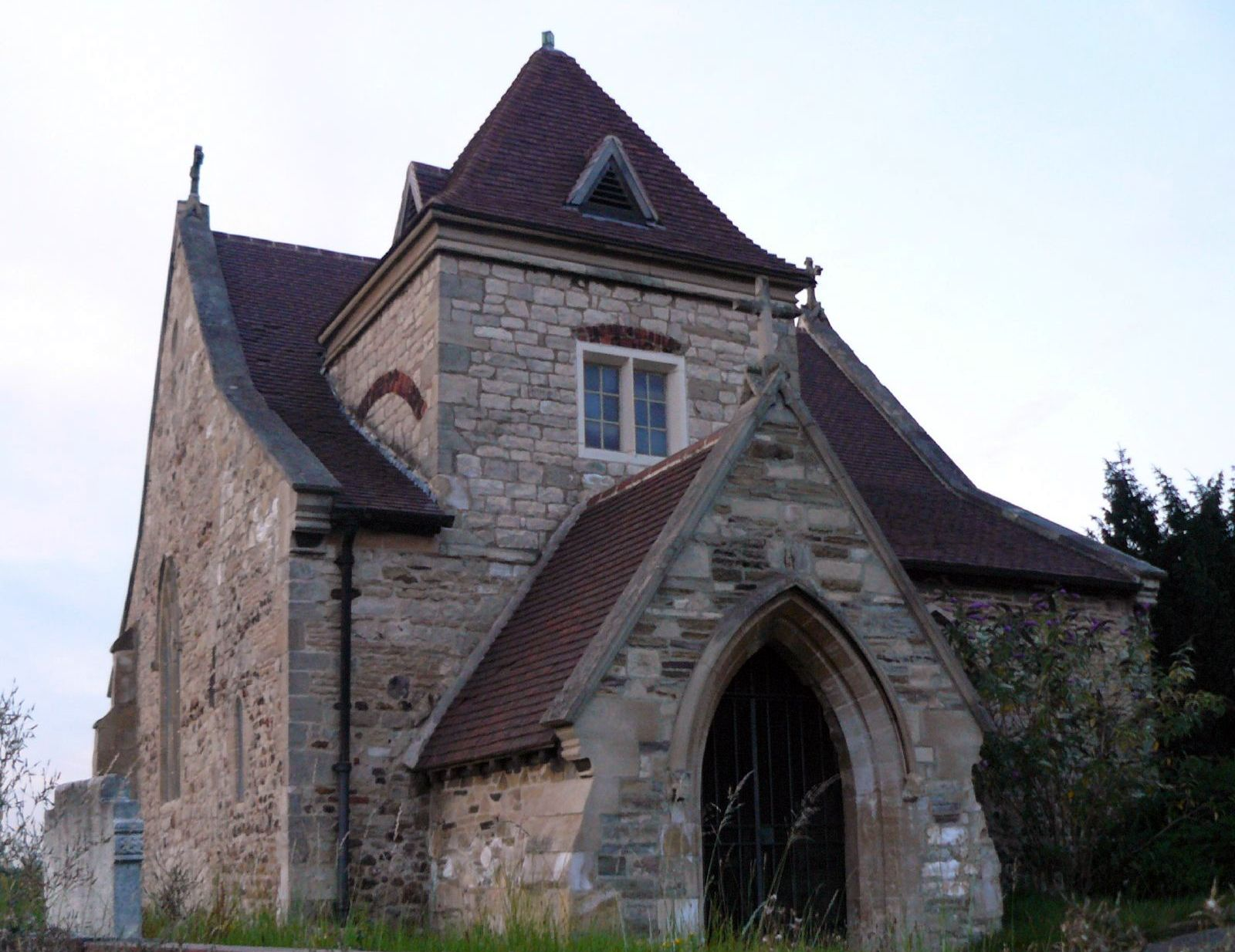
Церква Святого Освальда в селищі Кірк Сандалл, Йоркшир, Англія.

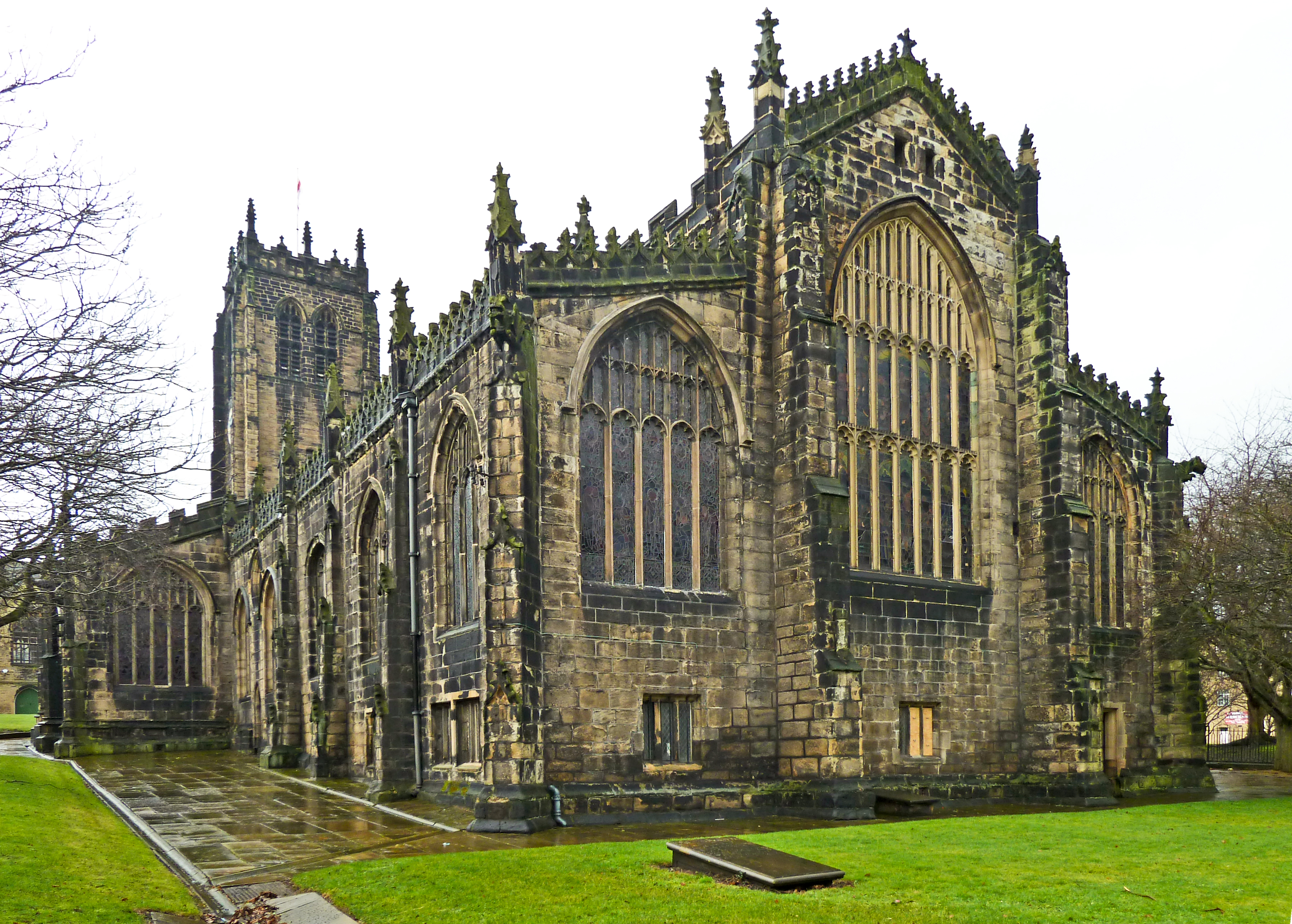
Собор в Галіфаксі, Англія.

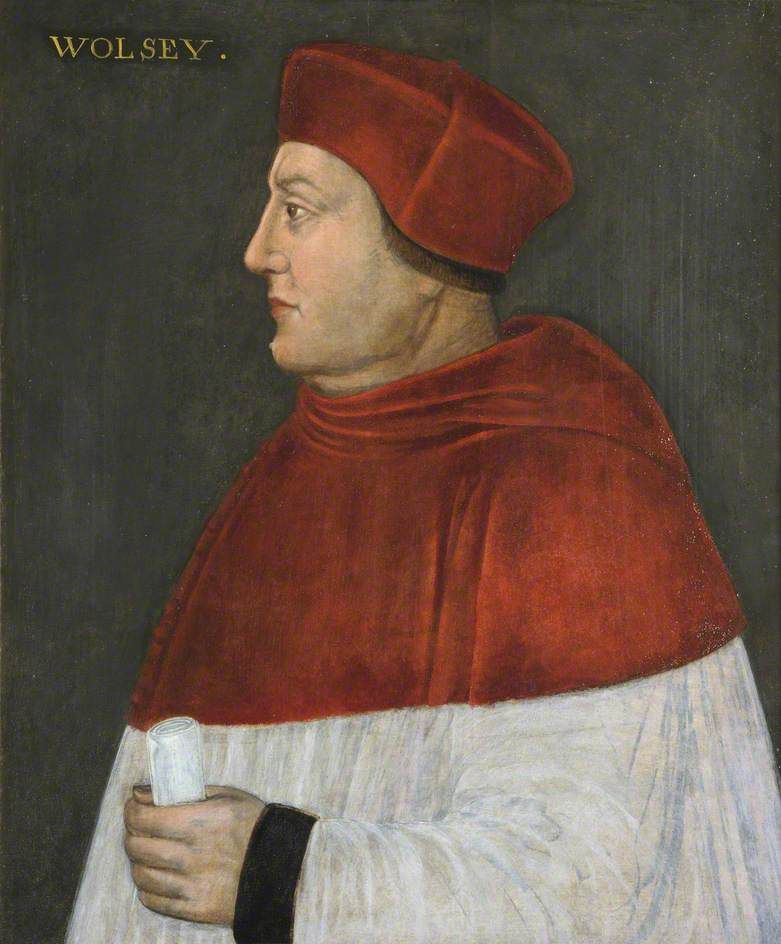
Томас Волсі (1473 – 1530) - кардинал.

Вільям Рокебі (помер 29 листопада 1521року) – відомий ірландський політик, церковний діяч, юрист, суддя, провідний державний діяч та священнослужитель Ірландії англійського походження на початку XVI століття, єпископ графства Міт, архієпископ Дубліна, лорд-канцлер Ірландії. На його честь і на його пам’ять зберезлися меморіали у каплицях Рокебі – у двох церквах Йоркширу: в церкві Святого Освальда (церкві селища Кірк Сандалл) та в соборі Галіфакса.

## Життєпис

### Походження та ранні роки
Вільям Рокебі народився в селищі Кірк Сандалл, що поблизу Донкастера, Англія. Він був  старшим із п’яти синів Джона Рокебі (помер 1506 році). Його молодший брат сер Річард Рокебі (помер у 1523 році) був контролером домашнього господарства кардинала Волсі, а пізніше скарбником Ірландії. Вільям зберіг глибоку прихильність до селища Кірк Сандалл і повернувся туди, щоб померти. Він ходив до школи в Ротерхемі. Потім навчався в Оксфорді і став Королівським стипендіатом, пізніше вчився в Трініті-коледжі в Кембриджі. У 1487 році він став вікарієм своєї рідної парафії, а приблизно в 1499 році його перевели до Галіфакса, іншого міста, до якого він був глибоко прив’язаний. У 1507 році він був призначений єпископом графства Міт, Ірландія. 

### Кар’єра
Після смерті Волтера Фіцсімона в 1511 році Рокебі став архієпископом Дубліна. Було припущено, що його підвищення було пов’язане принаймні частково з його англійським походженням, оскільки Корона Англії прагнула поставити англійців високо в ірландській ієрархії. Безсумнівно, тісний зв’язок його брата з кардиналом Волсі також відіграв свою роль. Він був обраний лордом-канцлером Ірландії і обіймав цю посаду з 1512 по 1513 рік і з 1516 по 1522 рік. О’Фланаган вважає, що він був хорошим і старанним лордом-канцлером, хоча він не залишив після себе багато письмових судових рішень. Він явно був довіреним слугою Корони: зокрема, лорд-депутат графства Суррей, зі схвалення Генріха VIII, обрав Рокебі в 1520 році як посередника у ворожнечі, яка стала надзвичайно гострою, між Морісом Фіцджеральдом, ІХ графом Десмондом і Пірсом Батлером, VIII графом Ормондом. 
Будучи архієпископом, він здобув репутацію миротворця, врегулювавши тривалу й запеклу суперечку між деканом і капітулом собору Святого Патріка. Він дав дозвіл Джеральду ФітцДжеральду, ІХ графу Кілдер на заснування коледжу Мейнут, який був ліквідований у 1535 році. Він часто бував при англійському дворі, справді настільки часто, що його звинуватили в нехтуванні своїми службовими обов’язками в Ірландії. Він брав участь у хрещенні майбутньої королеви Марії I Тюдор у 1516 році та в церемонії, на якій Вулсі отримав свій кардинальський капелюх. Будучи архієпископом Дубліна, він найбільше запам’ятався Синодом 1518 року. Синод заборонив використовувати будь-яку олов’яну чашу під час меси та розпоряджатися церковним майном мирянам, намагався врегулювати процедуру роботи з майном, що залишилося без заповіту, сплату десятини та зборів за поховання, а також правила прийому до духовенства. Досить комічно Вільям Рокебі суворо заборонив священнослужителям грати у футбол.
27 березня 1519 року він був призначений архідияконом Суррею. До 1521 року його здоров’я похитнулося: він вийшов на пенсію, повернувся в Кірк Сандал і помер там 29 листопада. У своєму заповіті він залишив 200 фунтів стерлінгів на відновлення церкви Святої Марії в Беверлі, вежа якої завалилася в ХХІ столітті.

## Каплиці Рокебі
У своєму заповіті Рокебі докладно вказав положення щодо поховання його грішної і тлінної плоті. Згідно з його бажанням, його тіло було поховано в церкві Святого Освальда в селищі  Кірк Сандал, але його серце було поховано в церкві Святого Іоанна Хрестителя в Галіфаксі  (нині відома як Галіфаксський собор). На обох місцях були споруджені похоронні каплиці, які існують і сьогодні.

## Характер
Історик О’Фланаган хвалить Рокебі як хорошу людину, хорошого єпископа і, наскільки ми можемо судити з мізерних записів, як хорошого суддю. Елрінгтон Болл, визнаючи його хороші якості, припускає, що він був невдахою як лорд-канцлер Ірландії, частково через його часті візити до Англії.